# Pachnoda praecellens
Pachnoda praecellens är en skalbaggsart som beskrevs av Moser 1908. Pachnoda praecellens ingår i släktet Pachnoda och familjen Cetoniidae.

## Underarter
Arten delas in i följande underarter:
- P. p. mateui
- P. p. patricia